# イェレミー・サインチェ
イェレミー・サインチェ（Jeremy Cijntje、1998年1月8日 - ）は、オランダ・ドルトレヒト出身のサッカー選手。ノルウェーのイェルフ所属。ポジションはフォワード（ウイング）。

## クラブ歴
2021年1月、ワースラント＝ベフェレンに期限付き移籍。
2021年8月31日、ローダJCケルクラーデに新たに期限付き移籍。
2022年1月15日、FCデン・ボスに期限付き移籍。2022年9月、ノルウェーのイェルフに移籍。